# Cledwyn Hughes
Pour les articles homonymes, voir Hughes.
Œuvres principales
La Jambe de Caïn (1947)
Cledwyn Hughes, né le 21 mai 1920 à Llansantffraid-ym-Mechain, une petite paroisse du Montgomeryshire (aujourd'hui le Powys), au pays de Galles, et mort en janvier 1978 à Arthog, dans le Meirionnydd (aujourd'hui le Gwynedd), est un écrivain gallois, auteur de roman policier et de littérature d'enfance et de jeunesse.

## Biographie
Il fait des études supérieures à l'Université de Liverpool, où il obtient en 1945 des diplômes en chimie et en pharmacologie. Il travaille ensuite comme pharmacien dans un hôpital de cancéreux de Liverpool, puis dans un hôpital général à Wrexham, au pays de Galles. Il abandonne cette carrière pour se consacrer entièrement à l'écriture après avoir remporté un concours de nouvelles du New York Herald Tribune.
Dès 1946, il commence à publier des nouvelles, appartenant pour l'essentiel au genre policier, dans des pulps américains, et surtout dans Argosy. En 1947 paraît aux États-Unis son roman le plus connu, He Dared Not Look Behind, traduit en France aux éditions Gallimard en 1963 sous le titre La Jambe de Caïn. Il s'agit d'un récit qui mêle adroitement intrigue policière et le genre fantastique sous le mode de la fable : William Sterrill, dentiste sans histoire d'un petit village gallois vit le parfait amour avec son épouse Doreen. Mais un accident de voiture prive cette dernière d'une de ses jambes. Une prothèse en acier permet à la jeune femme de marcher de nouveau, mais le mari, victime d'étranges hallucinations, devient jaloux de ce membre auquel Doreen semble s'attacher. La prière ne parvient pas à repousser la démence qui le gagne, et William tue sa femme. Pourtant, sa folie ne s'arrête pas là.
Auteur d'ouvrages pour la jeunesse, Cledwyn Hugues connaît un solide succès avec un recueil de nouvelles intitulé The King Who Lived on Jelly (1961) qui est mis à l'étude dans des manuels scolaires en Australie.
L'auteur gallois a également publié plusieurs essais touristiques et historiques sur son pays de Galles natal.

## Œuvre

### Romans
- The Different Drummer (1947)
- He Dared Not Look Behind ou The Inn Closes for Christmas (1947) Publié en français sous le titre La Jambe de Caïn, traduit par Janine Hérisson, Paris, Gallimard, coll. Panique no 16, 1963 ; réédition de la même traduction sous le titre Embrasse-moi, assassin !, Paris, Gallimard, coll. Cible no 3, 1963 ; réédition sous le titre La Jambe de Caïn, Paris, Série noire no 1406, 1971  (ISBN 2-266-14871-0) ; réédition, Paris, Gallimard, Carré noir no 416, 1982  (ISBN 2-07-043416-8)
- Wennon (1948)
- The Civil Strangers (1949)
- After the Holiday (1950)

### Littérature d'enfance et de jeunesse

#### Roman
- Gold and the Moonspray (1953)

#### Recueil de nouvelles
- The King Who Lived on Jelly (1961)

### Nouvelles
- The Fifteen Shilling Marvel (1946)
- The Best Dressed Horse (1948)
- The Little Bishop (1948)
- A Bucketful of Roses (1948)
- Cras and His Lucky Christmas (1948)
- The Visitation (1949)
- Black Maggie (1949)
- Miss Pugh and the Bishop (1951)
- Samuel Pugh’s Bull-fight (1951)
- Great Ash of Glascoed (1954)
- The Mountain Main (1957)
- The Singing Cinammon (1958)
- Cockle-Gatherer (1958)
- The Strong Room (1959)
- Horse in the Garage (1960)
- Jericho and the Jumble Sale (1961)
- How Can We Tell the Dancer from the Dance? (1961)
- Nandi and the Goldfish (1962)
- Longing for the Glorious Years (1967)
- Taking a Bird on the Honeymoon (1967)
- Old Strollers Carol Party (1969)
- The Yard Man (1970)
- The Race for the White Rose (1973)
- Night of the Summer Storm (1973)

### Essais
- A Wanderer in North Wales (1949)
- Poaching Down the Dee (1953)
- The Northern Marches (1953)
- West with the Tinkers. A journey Through Wales with Vagrants (1954)
- The House in the Cornfield (1956)
- Royal Wales: the Land and Its People (1957)
- Leonard Cheshire, V.C. (1959)
- Making an Orchard (1959)
- Ponies for Children (1960)
- Portrait of Snowdonia (1967)
- The Batsford Colour Book of Wales (1975)

## Sources
- Claude Mesplède (dir.), Dictionnaire des littératures policières, vol. 1 : A - I, Nantes, Joseph K, coll. « Temps noir », 2007, 1054 p. (ISBN 978-2-910-68644-4, OCLC 315873251), p. 1012-1013.
- Claude Mesplède et Jean-Jacques Schleret, SN, voyage au bout de la Noire : inventaire de 732 auteurs et de leurs œuvres publiés en séries Noire et Blème : suivi d'une filmographie complète, Paris, Futuropolis, 1982, 476 p. (OCLC 11972030), p. 197.